# Jan Szadurski
Jan Szadurski herbu Ciołek (zm. 1771 w Puszy) – chorąży inflancki w latach 1766–1771, regent kancelarii mniejszej litewskiej, sekretarz księstwa inflanckiego, stolnik inflancki w latach 1752–1766, podstoli inflancki w latach 1758–1762, oboźny inflancki w latach 1744–1748, podstarości inflancki w latach 1759–1762, działacz sejmikowy, poseł na sejmy
Poseł na sejm nadzwyczajny 1761 roku z województwa inflanckiego. Był posłem księstwa inflanckiego na sejm konwokacyjny 1764 roku.
Syn Jana (Franciszka Jana), podstolego inflanckiego, sekretarza i asesora ks. inflanckiego w asesorii kor., i Jadwigi (Karoliny Jadwigi) z Hylzenów, córki starosty marienhauskiego Jerzego Konstantego i Anny Schimmelpfennig von der Oye. Siostrzeniec wojewody mińskiego Jana Augusta Hylzena i biskupa Jerzego Mikolaja Hylzena. Miał trzech braci: Stanisława (filozofa jezuitę), Józefa (oboźnego inflanckiego), i Ignacego Mikołaja (sędziego ziemskiego inflanckiego).
W 1755 w Justynianowie poślubił Dorotę Niemirowicz-Szczytt (zm. 1801), córkę kasztelana inflanckiego Jana Niemirowicza-Szczytta i Heleny z Rypińskich, przyrodnią siostrę Justyniana Niemirowicza-Szczytta.
Miał z nią m.in. córkę Barbarę za synem wojewody brzeskolitewskiego Mikołaja Tadeusza Łopacińskiego – Tomaszem, oraz Konstancję za podstarościm wiłkomierskim Józefem Marykonim, gen.-majorem podczas insurekcji kościuszkowskiej.
Jan Szadurski przejął cały majątek po ojcu, który znacznie pomnożył. Posiadał liczne dobra w Inflantach m.in. Puszę z Dorotpolem, Duksztygał, Wolkimberg (Zielonpol), Zwirdzin (Zwierdzin, Zwirzydyn), Cecyn, Dunakla (Dunakle), Małnów (Małnowo), Poszmuciowo (Puszmuciowo, Poszmujciowo), Siedlikowszczyznę, Hofftenberg (Józefów) czy Jasmujżę. W woj. połockim miał dobra lenne Złotowo Kozadawlowo (dawniej Synkowo) z przynależnościami. Patronował misji jezuickiej w Puszy.
Rezydował na swoim zamku w Puszy, gdzie zmarł w 1771. Uroczysty pogrzeb odbył się 22 X 1771 w kościele Jezuitów w Dyneburgu.